# یوگنی سافچنکو
یوگنی سافچنکو (روسی: Евгений Степанович Савченко؛ زادهٔ ۸ آوریل ۱۹۵۰) سیاست‌مدار اهل کشور روسیه است. وی فرماندار استان بیلگاراد در جنوب روسیه است.